# ハバナ (映画)
『ハバナ』（原題：Havana）は、1990年制作のアメリカ映画。シドニー・ポラック監督、ロバート・レッドフォード主演。
革命前夜のキューバ・ハバナを舞台に、プロのカード・ギャンブラーと革命運動闘士の女性との恋と運命を描いた映画で、“90年代版『カサブランカ』”といわれる作品である。
撮影はドミニカ共和国で行われた。

## あらすじ
1958年、アメリカ人のプロ・ポーカーギャンブラー、ジャックは世界最大のカード・ゲームが開催されるキューバのハバナに船で向かっていたが、その船中で当局に追われるボビーという美しい女性と出会う。
ハバナ到着後、ジャックはボビーと再会する。その後、ジャックは、ボビーがキューバの共産主義革命運動闘士の妻であり、同じく運動に関わっていたために追われている事を知る。
ジャックは彼女の身を案じて何とか救い出そうと奔走し、ボビーもまた運動から離れてジャックを愛しようとするが、革命の足音はすぐそこまで迫ってきていた。そして2人の恋と運命もまた翻弄されていく。

## キャスト
※括弧内は日本語吹替
- ジャック・ウェイル - ロバート・レッドフォード（野沢那智）
- ボビー・デュラン - レナ・オリン（一柳みる）
- ジョー・ヴォルピ - アラン・アーキン（阪脩）
- メノカル大佐 - トーマス・ミリアン（筈見純）
- マリオン・チグウェル - ダニエル・デイヴィス（嶋俊介）
- フリオ・ラモス - トニー・プラナ（池田勝）
- ダイアン - ベッツィ・ブラントリー（叶木翔子）
- マイヤー・ランスキー - マーク・ライデル（稲葉実）
- ポッツ船長 -カーマイン・カリディ（村松康雄）
- 教授 - リチャード・ファーンズワース（村松康雄）
- アルトゥーロ・デュラン - ラウル・ジュリア（クレジットなし）（吉水慶）
- ベイビー・ヘルナンデス - フレッド・アスパラガス（島香裕）
- 中尉 - サルバドール・レヴィ（清川元夢）
- フォーブス - ディオン・アンダーソン（小関一）
- マイク - リチャード・ポートナウ（塚田正昭）
- 伍長 - ジェームズ・メディナ（辻親八)
- 軍曹 - ラウル・ロサド（小形満）
- パティ - リセ・カッター（種田文子）

## スタッフ
- 監督：シドニー・ポラック
- 製作：シドニー・ポラック、リチャード・ロス
- 脚本：ジュディス・ラスコー（原案も）、デヴィッド・レイフィール
- 撮影：オーウェン・ロイズマン
- 音楽：デイヴ・グルーシン